# 林口站 (桃園捷運)
25°03′56″N 121°21′40″E / 25.06556°N 121.36111°E
林口站位於台灣新北市林口區，為桃園捷運機場線的捷運車站。機場捷運自長庚醫院站出發後，以高架方式穿越中山高速公路林口交流道上方，至林口區沿八德路至文化三路與八德路交叉口的機關用地上設置本站。

## 車站概要
本站位於文化三路與八德路交叉口，位於中山高速公路北側。本站僅有普通車停靠，車站編號為A9。此外，本站參考1990年代長生公司所規劃之中正機場捷運的林口支線，已於本站東側預留未來建設林口支線（單線）之軌道空間，以保留未來延伸擴充至文化二路之彈性並利於支線之銜接。
本站與山鼻站相距8.5公里，站距為全台捷運路線當中最長，因此本站與山鼻站間設置了緊急停靠站（A9a），供緊急逃生用。

## 車站構造
本站為高架兩層車站，設有2座側式月台及4股軌道，此軌道配置為目前桃園捷運中之唯一。地面層入口設有公共藝術。站體長約90.4公尺，寬約32.8公尺，設有兩處彼此距離僅約10公尺之出入口，並設有一座無障礙電梯。本站亦為臺灣海拔最高的捷運車站，海拔高253公尺。
考量到班距，本站直達車通過線於2019年3月1日起暫時停止使用，直達車暫由第1月台、第2月台軌道通過，原直達車通過線暫時改為蘆竹機廠，回送列車通過時及南下環北直達車誤點等應急時使用，後於2022年4月7日，A3新北產業園區站預辦行李處理系統啟用後恢復使用。

### 車站樓層
| 地上 四樓 | 連通層             | 月台連絡天橋                                            |
| 地上 三樓 | 大廳層             | 車站大廳、詢問處、自動售票機、驗票閘門、洗手間          |
| 地上 三樓 | 側式月台，右側開門 |                                                         |
| 地上 三樓 | ①號月台            | ← 機場線普通車 往老街溪方向（山鼻站）                   |
| 地上 三樓 | 通過線             | ← 機場線南下直達車/南下環北直達車通過線                 |
| 地上 三樓 | 通過線             | 機場線北上直達車通過線→                                 |
| 地上 三樓 | ②號月台            | 機場線普通車 往台北方向（長庚醫院站）→                  |
| 地上 三樓 | 側式月台，右側開門 |                                                         |
| 地面      | 穿堂層             | 出入口 置物櫃、停車場、客運轉運站、計程車排班區、接送區 |

### 車站出口
| 出入口                          | 圖片 | 位置                                 |
| ------------------------------- | ---- | ------------------------------------ |
| 出入口1 · 設有電梯 · 設有手扶梯 |      | 文化三路與八德路交叉口之八德路北面   |
| 出入口1 · 設有電梯 · 設有手扶梯 |      | 文化三路與八德路交叉口之八德路北面   |
| 出入口2 · 設有電梯 · 設有手扶梯 |      | 文化三路與八德路交叉口之文化三路東面 |
| 出入口2 · 設有電梯 · 設有手扶梯 |      | 文化三路與八德路交叉口之文化三路東面 |
| 註： 設有電梯 \| 設有手扶梯     |      |                                      |

## 歷史
- 2017年3月2日，隨著機場捷運「臺北車站—環北」段正式通車而啟用[1]。

## 利用狀況
| 年   | 桃捷年間 | 桃捷年間 | 桃捷年間 | 桃捷年間 | 日平均 | 日平均 |
| 年   | 上車     | 下車     | 上下車計 | 來源     | 上車   | 上下車 |
| ---- | -------- | -------- | -------- | -------- | ------ | ------ |
| 2017 | 962千    | 1,070千  | 2,032千  | [ a ]    | 3,154  | 6,662  |
| 2018 | 1,051千  | 1,149千  | 2,200千  | [ b ]    | 2,879  | 6,027  |
| 2019 | 1,215千  | 1,329千  | 2,544千  | [ c ]    | 3,329  | 6,970  |
| 2020 | 1,089千  | 1,211千  | 2,300千  | [ d ]    | 2,975  | 6,284  |

### 聯合開發
本站聯合開發案面積約0.49公頃，投資興建機構為冠德建設。該地興建16層高之住商混合大樓，1樓至4樓為環球購物中心林口A9店，5樓以上為住宅。 於2013年1月17日申報開工，2014年12月取得建築使用執照。

## 相片集

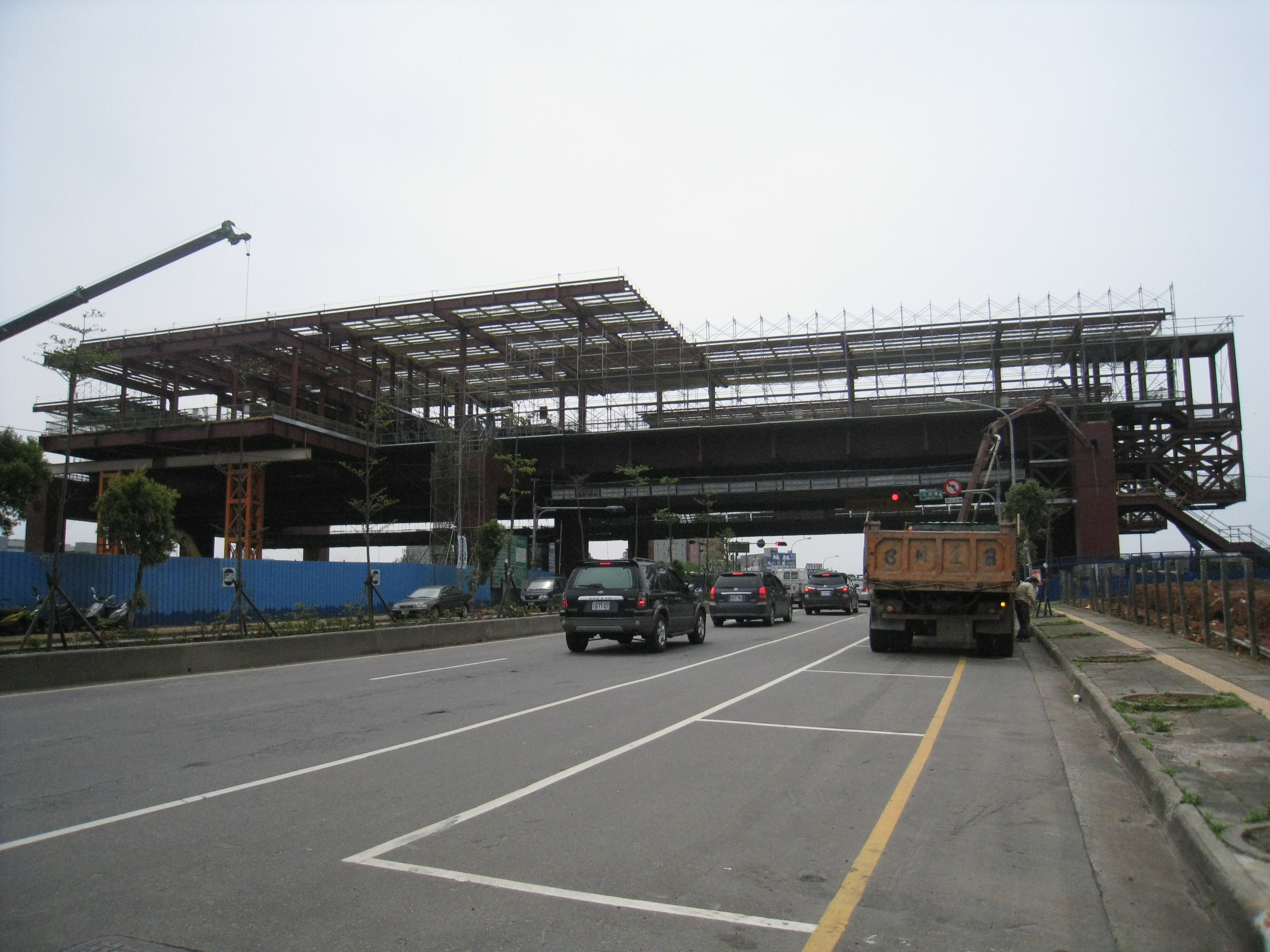
施作中的桃園機場捷運林口站，橫跨文化三路
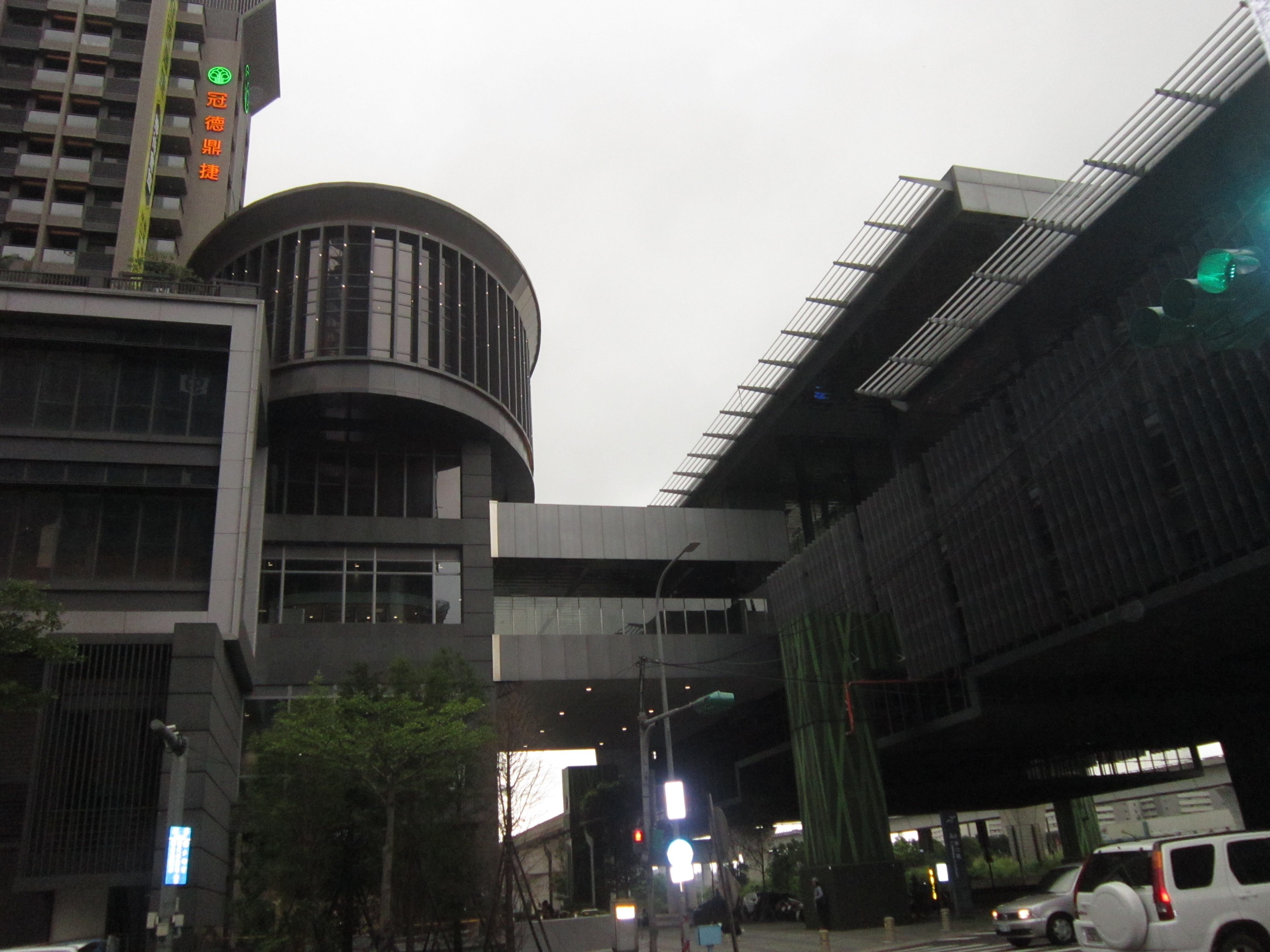
機場捷運A9站與捷運共構大樓
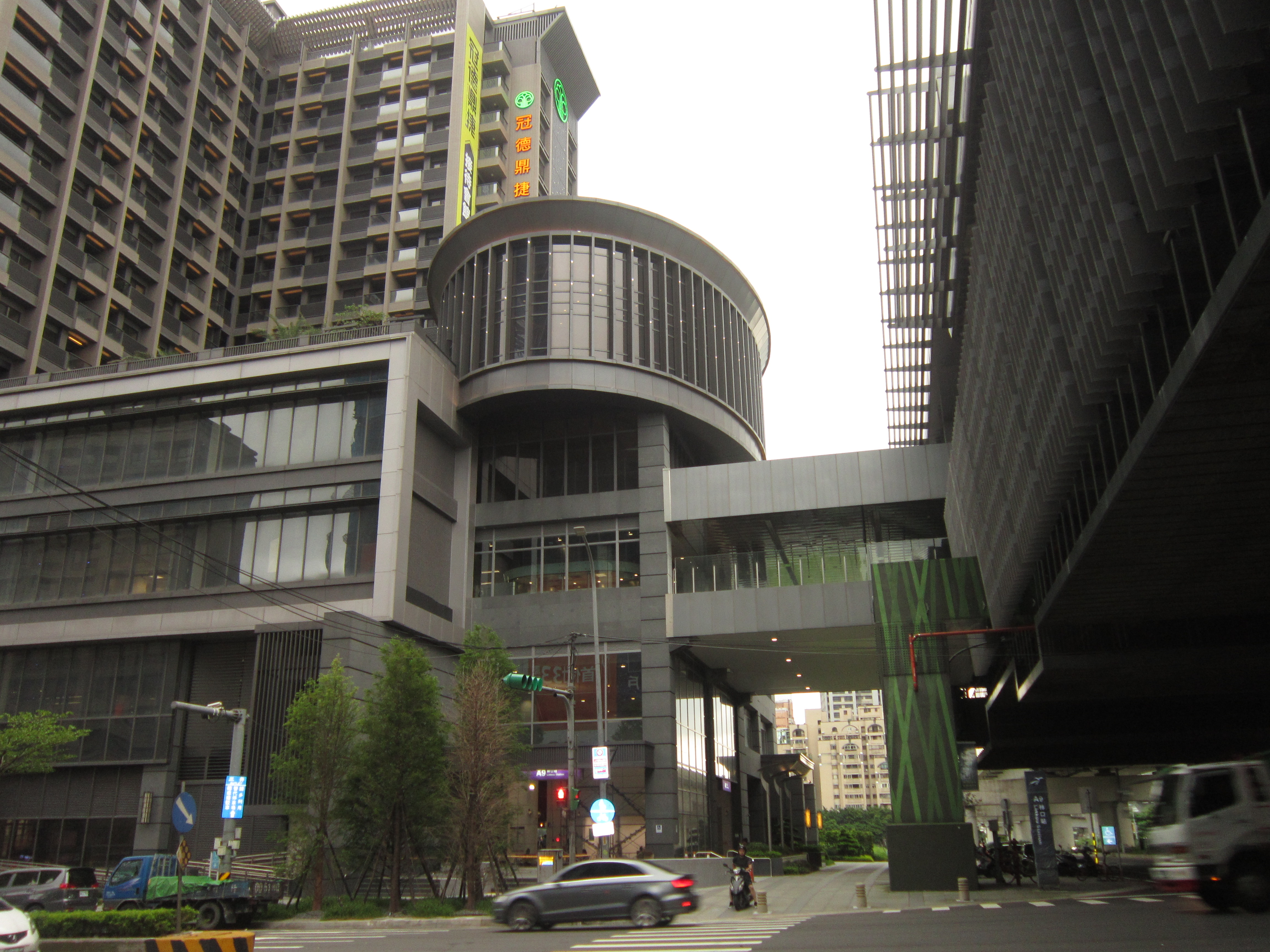
右側機場捷運A9站與左側捷運共構大樓以天橋連接
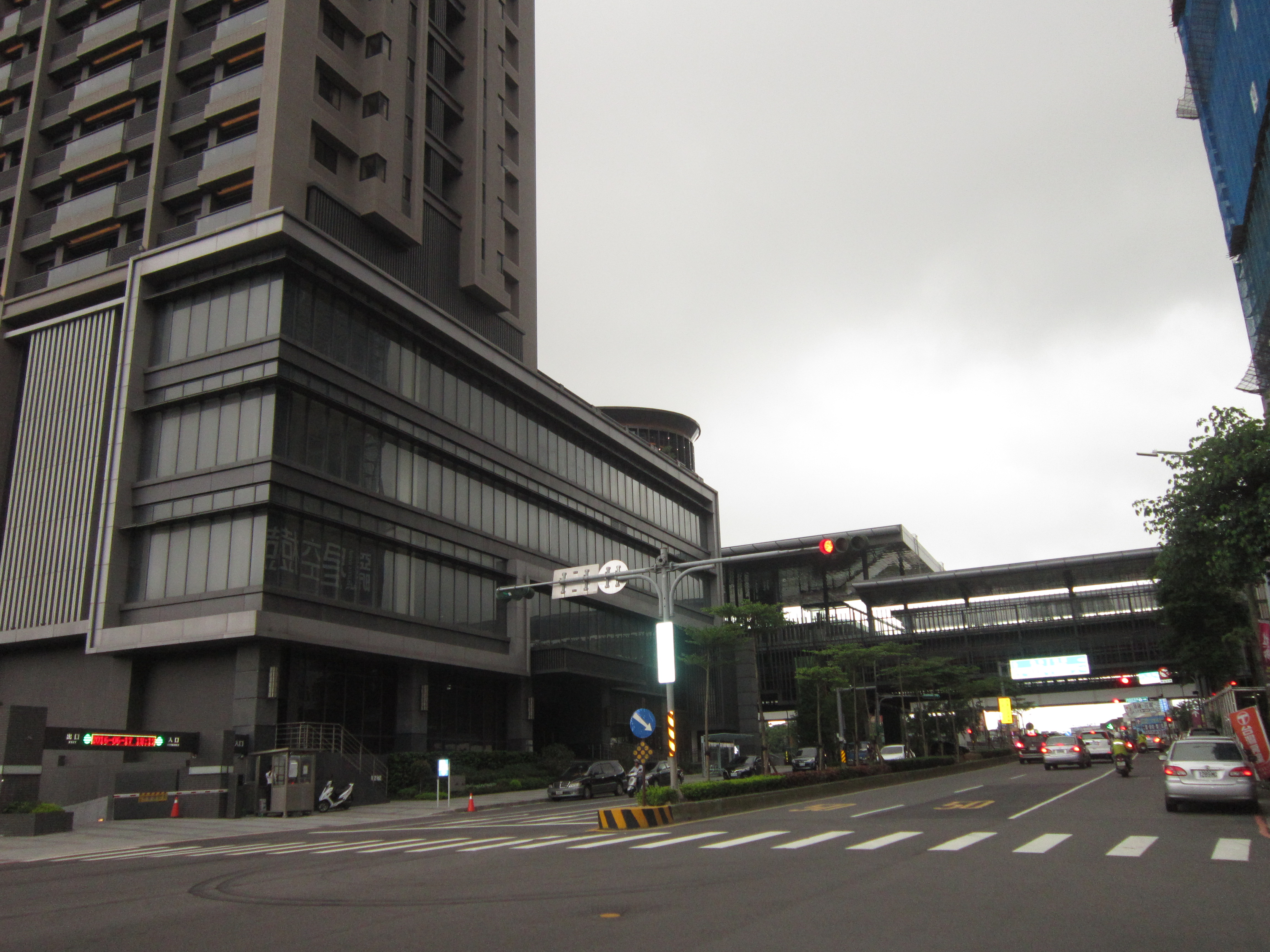
由文化三路上看捷運共構大樓與機場捷運A9站
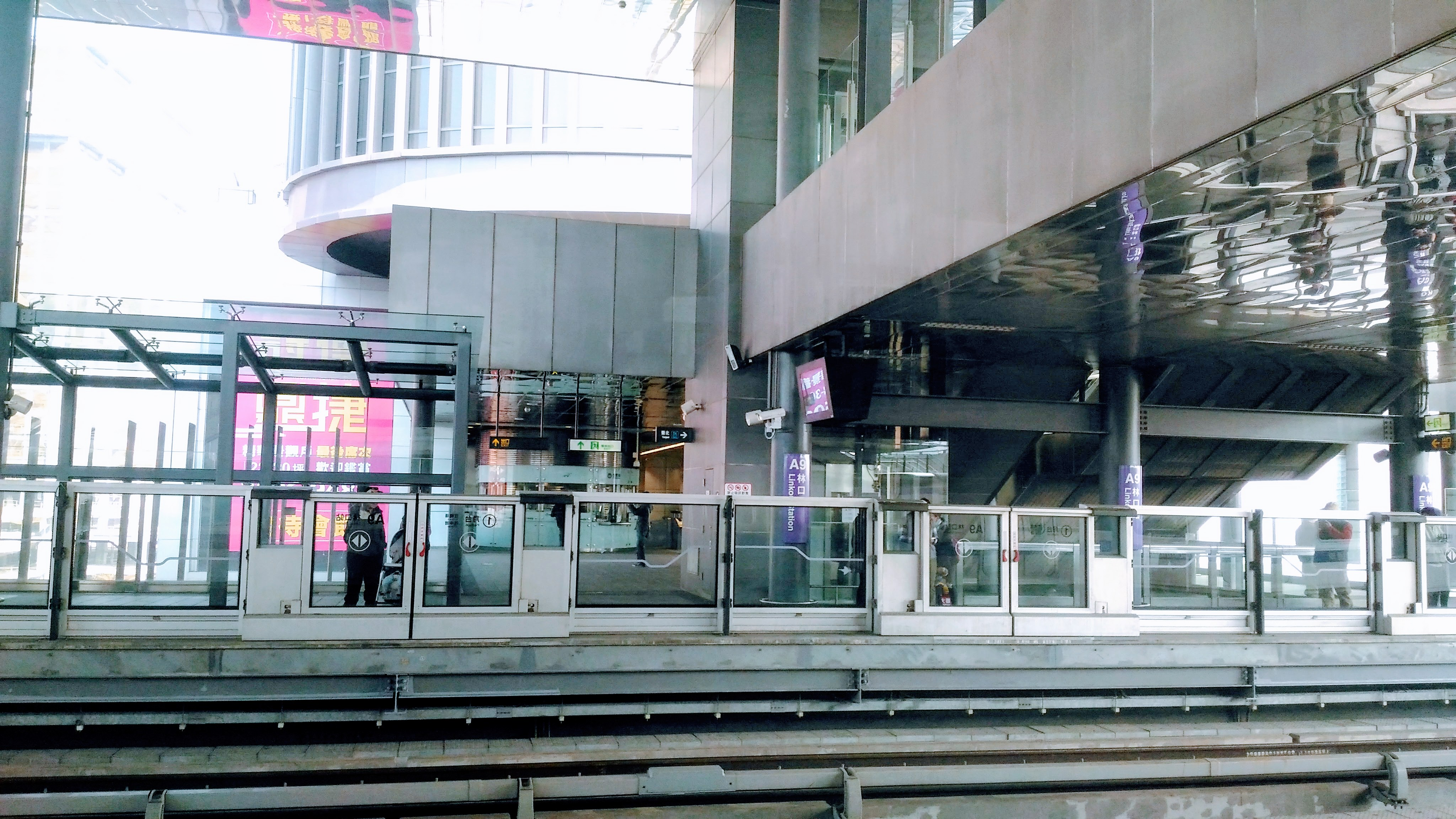
機場捷運A9站月台(往機場方向)

## 車站周邊
- 林口轉運站
- 林口交流道
- MITSUI OUTLET PARK 林口
- 環球購物中心林口A9店
- 新北市政府消防局文化大隊
- 新北市立圖書館林口分館
- 新北市政府警察局林口分局
- 新北市公共自行車租賃系統
  - 捷運林口站（1號出口）
  - 八德文化三路口
  - 林口轉運站
- 林口亞昕福朋喜來登酒店

## 公車資訊

### 市區公車[2]
| 編號                      | 經營業者   | 區間                            | 備註                                        |
| ------------------------- | ---------- | ------------------------------- | ------------------------------------------- |
| 786                       | 三重客運   | 華亞園區 - 板橋                 | 屬於新北市區公車。                          |
| 854                       | 三重客運   | 林口－醒吾科技大學              | 屬於新北市區公車。                          |
| 898                       | 三重客運   | 迴龍－長庚醫院                  | 屬於新北市區公車。                          |
| 920副                     | 臺北客運   | 林口轉運站 - 捷運府中站         | 屬於新北市區公車。                          |
| 936                       | 三重客運   | 林口－捷運圓山站                | 屬於新北市區公車。                          |
| 936A                      | 三重客運   | 林口(去程不繞龜山) - 捷運圓山站 | 屬於新北市區公車。                          |
| 937                       | 大都會客運 | 林口－捷運圓山站                | 屬於新北市區公車。                          |
| 937A                      | 大都會客運 | 林口(去程不繞龜山) - 圓山       | 屬於新北市區公車。                          |
| 937副                     | 大都會客運 | 林口轉運站 - 捷運圓山站         | 屬於新北市區公車。                          |
| 945                       | 三重客運   | 林口－松山機場                  | 屬於新北市區公車。                          |
| 946                       | 三重客運   | 林口－內湖科學園區              | 屬於新北市區公車。                          |
| 946副                     | 三重客運   | 林口－內湖科學園區              | 經南勢街。屬於新北市區公車。                |
| 948                       | 三重客運   | 林口－板橋                      | 屬於新北市區公車。                          |
| 966副                     | 三重客運   | 林口轉運站 - 臺北車站           | 屬於新北市區公車。                          |
| 967副                     | 三重客運   | 林口轉運站 - 仁愛敦化路口       | 屬於新北市區公車。                          |
| F232副                    |            | 城市之洲社區 - 捷運林口站       | 屬於新北市新巴士(市民免費公車)。            |
| F237                      | 日華通運   | 出水坑－林口加油站              | 屬於新北市新巴士(市民免費公車)。            |
| 708                       | 三重客運   | 林口－南崁                      | 屬於桃園市區公車。                          |
| 林口-內湖科技園區         | 三重客運   | 林口－內湖科技園區              | 屬於新北市區公車，為跳蛙公車。              |
| 林口-捷運圓山站           | 三重客運   | 林口－捷運圓山站                | 屬於新北市區公車，為跳蛙公車，俗稱936跳蛙。 |
| 林口(文化三路)-捷運圓山站 | 大都會客運 | 林口－捷運圓山站                | 屬於新北市區公車，為跳蛙公車，俗稱937跳蛙。 |
| 林口(文化北路)-捷運圓山站 | 三重客運   | 新北特殊教育學校 - 捷運圓山站   | 屬於新北市區公車，為跳蛙公車。              |

### 國道客運
阿羅哈客運林口站：
- 3888臺北–嘉義（經經國轉運站、新竹、朝馬、斗南、大林）
- 3999臺北–高雄（經經國轉運站、新竹、朝馬、岡山、楠梓）

## 腳注

### 來源資料
1. 1 2  YouTube上的機場捷運核准營運既試營運計畫記者會
2. 1 2  . www.tymetro.com.tw.   [2023-02-11] （中文（臺灣））.
3. ↑  Imgur. . Imgur.   [2023-02-11]. （原始内容存档于2023-05-16） （英语）.
4. ↑  張允曦. . TVBS新聞網. 2016-11-09  [2024-08-26]. （原始内容存档于2024-08-25） （中文（臺灣））.
5. ↑  .   [2024-01-03]. （原始内容存档于2024-01-03）.
6. ↑  .  (PDF) (报告) 中華民國106年. 新北市政府捷運工程局. 2018-06  [2019-06-08]. （原始内容存档 (PDF)于2019-08-11）.
7. ↑  .  (PDF) (报告) 中華民國107年. 新北市政府捷運工程局: 頁3-13～3-14. 2019-07-04  [2019-07-05]. （原始内容存档 (PDF)于2019-07-06）.
8. ↑  .  (PDF) (报告) 中華民國108年. 新北市政府捷運工程局: 頁44–48. 2020-06-04  [2020-06-06]. （原始内容 (PDF)存档于2020-06-07）.
9. ↑  .  (PDF) (报告) 中華民國109年. 新北市政府捷運工程局: 頁44–49. 2021-05  [2021-05-08]. （原始内容存档 (PDF)于2021-05-08）.
10. ↑  交通部高速鐵路工程局捷運工程處. . 交通部高速鐵路工程局捷運工程處.   [2014-09-21]. （原始内容存档于2014-12-23）.

## 外部連結
- 桃園捷運 林口站 （页面存档备份，存于）（繁體中文）
- 桃園大眾捷運股份有限公司->乘車指南->路網圖（繁體中文）